# Antepipona varentzowi
Antepipona varentzowi är en stekelart som först beskrevs av Moravitz 1895.  Antepipona varentzowi ingår i släktet Antepipona och familjen Eumenidae. Inga underarter finns listade i Catalogue of Life.